# Tajči
Tatjana Matejaš (Zagreb, 1 juli 1970) is een Kroatische zangeres die ook bekend is onder haar artiestennaam Tajči.

## Biografie
Tajči raakte bekend bij het grote publiek dankzij haar deelname voor Joegoslavië aan het Eurovisiesongfestival 1990, dat gehouden werd in haar geboortestad Zagreb. Met het nummer Hajde da ludujemo eindigde ze op een zevende plek, met 81 punten. In 1992 ontvluchtte ze haar land voor de burgeroorlog. In de Verenigde Staten begon ze een musicalcarrière. In 2000 trouwde ze met de Amerikaan Matthew Cameron.
1961: Ljiljana Petrović · 
1962: Lola Novaković · 
1963: Vice Vukov · 
1964: Sabahudin Kurt · 
1965: Vice Vukov · 
1966: Berta Ambrož · 
1967: Lado Leskovar · 
1968: Luciano Kapurso & Hamo Hajdarhodžić · 
1969: Ivan & 3M · 
1970: Eva Sršen · 
1971: Krunoslav Slabinac · 
1972: Tereza · 
1973: Zdravko Čolić · 
1974: Korni · 
1975: Pepel in Kri · 
1976: Ambasadori · 
1981: Seid Memić-Vajta · 
1982: Aska · 
1983: Danijel Popović · 
1984: Vlado & Izolda · 
1986: Doris Dragović · 
1987: Novi Fosili · 
1988: Srebrna Krila · 
1989: Riva · 
1990: Tajči · 
1991: Bebi Dol · 
1992: Extra Nena
- International Standard Name Identifier: 0000 0001 3306 4375
- MusicBrainz: 34c2dcf8-28ab-477a-b76c-40168cd82ebe
- Nationale en Universitaire bibliotheek Zagreb: 000063511
- Virtual International Authority File: 305502351